# ديف إلمان
ديف إلمان (بالإنجليزية: Dave Elman)‏ هو كاتب وكاتب أغاني ومؤلف وشاعر أمريكي، ولد في 6 مايو 1900 في بارك ريفر في الولايات المتحدة، وتوفي في 5 ديسمبر 1967.

## وصلات خارجية
- ديف إلمان على موقع ميوزك برينز (الإنجليزية)